# Miopsalis pulicaria
Miopsalis pulicaria is een hooiwagen uit de familie Stylocellidae. Het is het type soort van het geslacht, onder originele combinatie Miopsalis pulicaria Thorell, 1890.